# Scottish Premiership 2017/18
Die Scottish Premiership 2017/18 war die fünfte Austragung als höchste schottische Fußball-Spielklasse der Herren. Die Liga wurde offiziell als Ladbrokes Scottish Premiership ausgetragen. Es war zudem die 121. Austragung der höchsten Fußball-Spielklasse innerhalb der 2013 gegründeten Scottish Professional Football League, in welcher der Schottische Meister ermittelt wurde. Die Spielzeit begann am 5. August 2017 mit dem Eröffnungsspiel zwischen Celtic Glasgow und Heart of Midlothian und endete mit dem 38. Spieltag am 13. Mai 2018. Zwischen dem 1. und 19. Januar gab es eine Winterpause.
Nach der regulären Saison, die als 1. Runde bezeichnet wird und in der alle Mannschaften jeweils dreimal gegeneinander antraten, begann die abschließende 2. Runde, die in zwei Gruppen der Meisterschafts- und Abstiegs-Play-offs unterteilt wurde. Der Elftplatzierte der Premiership trat danach in Relegationsspielen an, in der der Zweit-, Dritt- und Viertplatzierte der Championship teilnahmen. Der Tabellenletzte stieg direkt ab.
Als Aufsteiger aus der letztjährigen Championship nimmt Hibernian Edinburgh an der Premiership teil. Titelverteidiger ist Celtic Glasgow.
Die Meisterschaft gewann zum insgesamt 49. Mal in der Vereinsgeschichte Celtic Glasgow. Es war zudem der siebte Titel in Folge. Durch einen 5:0-Heimsieg im Old Firm gegen die Glasgow Rangers konnten die Bhoys die Meisterschaft bereits am 35. Spieltag gewinnen und qualifizierten sich damit als Meister für die folgende Champions League Saison 2018/19. Der FC Aberdeen, die Glasgow Rangers und Hibernian Edinburgh qualifizierten sich für die Europa League. Celtic gewann in derselben Saison den schottischen Pokal und den Ligapokal, womit sie das zweite nationale Triple in Folge und das fünfte insgesamt holten.

## Vereine
| Verein              | Stadt      | Stadion               | Kapazität |
| ------------------- | ---------- | --------------------- | --------- |
| FC Aberdeen         | Aberdeen   | Pittodrie Stadium     | 21.421    |
| FC Dundee           | Dundee     | Dens Park             | 12.085    |
| Celtic Glasgow      | Glasgow    | Celtic Park           | 60.355    |
| Glasgow Rangers     | Glasgow    | Ibrox Stadium         | 50.947    |
| Hamilton Academical | Hamilton   | New Douglas Park      | 06.000    |
| Heart of Midlothian | Edinburgh  | Tynecastle Park       | 17.529    |
| Hibernian Edinburgh | Edinburgh  | Easter Road           | 20.421    |
| FC Kilmarnock       | Kilmarnock | Rugby Park            | 18.128    |
| FC Motherwell       | Motherwell | Fir Park              | 13.677    |
| Partick Thistle     | Glasgow    | Firhill Stadium       | 10.102    |
| Ross County         | Dingwall   | Global Energy Stadium | 06.541    |
| FC St. Johnstone    | Perth      | McDiarmid Park        | 10.696    |

## 1. Runde

### Tabelle
| Pl. | Verein                   | Sp. | S  | U  | N  | Tore    | Diff. | Punkte |
| --- | ------------------------ | --- | -- | -- | -- | ------- | ----- | ------ |
| 1.  | Celtic Glasgow (M, P, L) | 33  | 22 | 9  | 2  | 064:210 | +43   | 75     |
| 2.  | Glasgow Rangers          | 33  | 19 | 5  | 9  | 067:380 | +29   | 62     |
| 3.  | FC Aberdeen              | 33  | 19 | 5  | 9  | 050:360 | +14   | 62     |
| 4.  | Hibernian Edinburgh (N)  | 33  | 16 | 11 | 6  | 049:350 | +14   | 59     |
| 5.  | FC Kilmarnock            | 33  | 15 | 10 | 8  | 045:390 | +6    | 55     |
| 6.  | Heart of Midlothian      | 33  | 11 | 13 | 9  | 035:300 | +5    | 46     |
| 7.  | FC Motherwell            | 33  | 10 | 8  | 15 | 036:430 | −7    | 38     |
| 8.  | FC St. Johnstone         | 33  | 10 | 8  | 15 | 032:470 | −15   | 38     |
| 9.  | Hamilton Academical      | 33  | 8  | 6  | 19 | 043:600 | −17   | 30     |
| 10. | FC Dundee                | 33  | 8  | 6  | 19 | 031:530 | −22   | 30     |
| 11. | Ross County              | 33  | 6  | 8  | 19 | 038:570 | −19   | 26     |
| 12. | Partick Thistle          | 33  | 6  | 7  | 20 | 026:570 | −31   | 25     |

Platzierungskriterien: 1. Punkte – 2. Tordifferenz – 3. geschossene Tore

| 1. Runde 2017/18: Teilnahme an den Meisterschafts-Play-offs Teilnahme an den Abstiegs-Play-offs |                                                  |
| Zum Saisonende 2016/17                                                                          |                                                  |
| (M)                                                                                             | Meister des Vorjahres                            |
| (P)                                                                                             | Pokalsieger des Vorjahres                        |
| (L)                                                                                             | Ligapokalsieger des Vorjahres                    |
| (N)                                                                                             | Aufsteiger aus der Scottish Championship 2016/17 |

## 2. Runde

### Meisterschafts-Play-offs

#### Abschlusstabelle
| Pl. | Verein                   | Sp. | S  | U  | N  | Tore    | Diff. | Punkte |
| --- | ------------------------ | --- | -- | -- | -- | ------- | ----- | ------ |
| 1.  | Celtic Glasgow (M, P, L) | 38  | 24 | 10 | 4  | 073:250 | +48   | 82     |
| 2.  | FC Aberdeen              | 38  | 22 | 7  | 9  | 056:370 | +19   | 73     |
| 3.  | Glasgow Rangers          | 38  | 21 | 7  | 10 | 076:500 | +26   | 70     |
| 4.  | Hibernian Edinburgh (N)  | 38  | 18 | 13 | 7  | 062:460 | +16   | 67     |
| 5.  | FC Kilmarnock            | 38  | 16 | 11 | 11 | 049:470 | +2    | 59     |
| 6.  | Heart of Midlothian      | 38  | 12 | 13 | 13 | 039:390 | ±0    | 49     |

| Zum Saisonende 2016/17 |                                                     |
| (M)                    | Meister des Vorjahres                               |
| (P)                    | Pokalsieger des Vorjahres                           |
| (L)                    | Ligapokalsieger des Vorjahres                       |
| (N)                    | Neuaufsteiger aus der Scottish Championship 2016/17 |

### Abstiegs-Play-offs

#### Abschlusstabelle
| Pl. | Verein              | Sp. | S  | U  | N  | Tore    | Diff. | Punkte |
| --- | ------------------- | --- | -- | -- | -- | ------- | ----- | ------ |
| 7.  | FC Motherwell       | 38  | 13 | 9  | 16 | 043:490 | −6    | 48     |
| 8.  | FC St. Johnstone    | 38  | 12 | 10 | 16 | 042:530 | −11   | 46     |
| 9.  | FC Dundee           | 38  | 11 | 6  | 21 | 036:570 | −21   | 39     |
| 10. | Hamilton Academical | 38  | 9  | 6  | 23 | 047:680 | −21   | 33     |
| 11. | Partick Thistle     | 38  | 8  | 9  | 21 | 031:610 | −30   | 33     |
| 12. | Ross County         | 38  | 6  | 11 | 21 | 040:620 | −22   | 29     |

| 2. Runde Teilnahme an der Relegation Absteiger in die Scottish Championship |

## Relegation
Teilnehmer an den Relegationsspielen um einen Platz für die folgende Saison 2018/19 waren der FC Livingston, Dundee United und Dunfermline Athletic aus der diesjährigen Championship. Hinzu kam der Vorletzte aus der diesjährigen Premiership Partick Thistle. Der Sieger jeder Runde wurde in zwei Spielen ermittelt, wobei in der ersten Runde die Mannschaften die sich am Saisonende der Championship auf den Plätzen 3 und 4 befanden aufeinander trafen. Danach spielte der Sieger dieses Spiels in der zweiten Runde gegen den zweiten aus der Championship. Die letzte Runde wurde zwischen dem Elftplatzierten aus der Premiership und dem Sieger der zweiten Runde ausgetragen. Der Sieger der dritten Runde erhielt einen Platz für die neue Saison in der Premiership.
Erste Runde
Die Spiele wurden am 1. und 4. Mai 2018 ausgetragen.
|                      | Gesamt |               | Hinspiel | Rückspiel |
| -------------------- | ------ | ------------- | -------- | --------- |
| Dunfermline Athletic | 1:2    | Dundee United | 0:0      | 1:2       |

Zweite Runde
Die Spiele wurden am 7. und 11. Mai 2018 ausgetragen.
|               | Gesamt |               | Hinspiel | Rückspiel |
| ------------- | ------ | ------------- | -------- | --------- |
| Dundee United | 3:4    | FC Livingston | 2:3      | 1:1       |

Dritte Runde
Die Spiele wurden am 17. und 20. Mai 2018 ausgetragen.
|               | Gesamt |                 | Hinspiel | Rückspiel |
| ------------- | ------ | --------------- | -------- | --------- |
| FC Livingston | 3:1    | Partick Thistle | 2:1      | 1:0       |

## Personal und Sponsoren
| Verein              | Logo | Trainer         | Kapitän          | Ausrüster   | Hauptsponsor               |
| ------------------- | ---- | --------------- | ---------------- | ----------- | -------------------------- |
| FC Aberdeen         |      | Derek McInnes   | Graeme Shinnie   | Adidas      | Saltire Energy             |
| Celtic Glasgow      |      | Brendan Rodgers | Scott Brown      | New Balance | Dafabet                    |
| FC Dundee           |      | Neil McCann     | Darren O’Dea     | Puma        | McEwan Fraser Legal        |
| Hamilton Academical |      | Martin Canning  | Dougie Imrie     | Adidas      | SuperSeal (H), NetBet (A)  |
| Heart of Midlothian |      | Craig Levein    | Christophe Berra | Umbro       | Save the Children          |
| Hibernian Edinburgh |      | Neil Lennon     | David Gray       | Macron      | Marathonbet                |
| FC Kilmarnock       |      | Steve Clarke    | Steven Smith     | Nike        | QTS                        |
| FC Motherwell       |      | Steve Robinson  | Carl McHugh      | Macron      | Motorpoint                 |
| Glasgow Rangers     |      | Graeme Murty    | Lee Wallace      | Puma        | 32Red                      |
| Partick Thistle     |      | Alan Archibald  | Abdul Osman      | Joma        | Just Employment Law        |
| Ross County         |      | Jim McIntyre    | Andrew Davies    | Macron      | Stanley CRC Evans Offshore |
| FC St. Johnstone    |      | Tommy Wright    | Steven Anderson  | Joma        | Alan Storrar Cars          |

## Stadien
| FC Aberdeen       | Celtic Glasgow | FC Dundee      | Hamilton Academical | Heart of Midlothian | Hibernian Edinburgh |
| ----------------- | -------------- | -------------- | ------------------- | ------------------- | ------------------- |
| Pittodrie Stadium | Celtic Park    | Dens Park      | New Douglas Park    | Tynecastle Park     | Easter Road         |
| Plätze: 20.866    | Plätze: 60.411 | Plätze: 11.504 | Plätze: 5.510       | Plätze: 20.099      | Plätze: 20.421      |
|                   |                |                |                     |                     |                     |

| FC Kilmarnock  | FC Motherwell  | Partick Thistle | Glasgow Rangers | Ross County   | FC St. Johnstone |
| -------------- | -------------- | --------------- | --------------- | ------------- | ---------------- |
| Rugby Park     | Fir Park       | Firhill Stadium | Ibrox Stadium   | Victoria Park | McDiarmid Park   |
| Plätze: 17.889 | Plätze: 13.677 | Plätze: 10.102  | Plätze: 50.817  | Plätze: 6.541 | Plätze: 10.696   |
|                |                |                 |                 |               |                  |

## Statistiken

### Torschützenliste
Bei gleicher Anzahl von Toren sind die Spieler alphabetisch nach Nachnamen bzw. Künstlernamen sortiert.
| Pl.             | Nat.        | Name            | Logo | Mannschaft          | Tore |
| --------------- | ----------- | --------------- | ---- | ------------------- | ---- |
| 01.             | Schottland  | Kris Boyd       |      | FC Kilmarnock       | 18   |
| 02.             | Kolumbien   | Alfredo Morelos |      | Glasgow Rangers     | 14   |
| 03.             | England     | Josh Windass    |      | Glasgow Rangers     | 13   |
| 04.             | Nordirland  | Kyle Lafferty   |      | Heart of Midlothian | 12   |
| 05.             | Niederlande | Alex Schalk     |      | Ross County         | 11   |
| 06.             | England     | Scott Sinclair  |      | Celtic Glasgow      | 10   |
| 07.             | Frankreich  | Moussa Dembélé  |      | Celtic Glasgow      | 09   |
| 07.             | Frankreich  | Odsonne Édouard |      | Celtic Glasgow      | 09   |
| 07.             | Schottland  | Leigh Griffiths |      | Celtic Glasgow      | 09   |
| 07.             | Schweiz     | Florian Kamberi |      | Hibernian Edinburgh | 09   |
| 07.             | Schottland  | Steven MacLean  |      | FC St. Johnstone    | 09   |
| 07.             | Schottland  | Simon Murray 1  |      | FC Dundee           | 09   |
| 07.             | Irland      | Adam Rooney     |      | FC Aberdeen         | 09   |
| Stand: Endstand |             |                 |      |                     |      |

### Zuschauertabelle
Die Zuschauertabelle zeigt die besuchten Heimspiele an. Die Reihenfolge ist nach dem Zuschauerschnitt sortiert.
|                                                | Verein              | Zuschauer | pro Spiel | Heimspiele |
| ---------------------------------------------- | ------------------- | --------- | --------- | ---------- |
| 01.                                            | Celtic Glasgow      | 979.722   | 57.631    | 17         |
| 02.                                            | Glasgow Rangers     | 884.595   | 49.144    | 18         |
| 03.                                            | Heart of Midlothian | 293.370   | 18.336    | 16         |
| 04.                                            | Hibernian Edinburgh | 324.776   | 18.043    | 18         |
| 05.                                            | FC Aberdeen         | 264.167   | 15.539    | 17         |
| 06.                                            | FC Dundee           | 101.049   | 5.944     | 17         |
| 07.                                            | FC Motherwell       | 100.746   | 5.597     | 18         |
| 08.                                            | FC Kilmarnock       | 96.151    | 5.342     | 18         |
| 09.                                            | Partick Thistle     | 79.381    | 4.669     | 17         |
| 10.                                            | Ross County         | 82.284    | 4.571     | 18         |
| 11.                                            | FC St. Johnstone    | 69.092    | 3.838     | 18         |
| 12.                                            | Hamilton Academical | 52.092    | 3.064     | 17         |
| Gesamt                                         | Gesamt              | 3.331.773 | 15.866    | 210        |
| Stand: 29. April 2018, Quelle: weltfussball.de |                     |           |           |            |

## Auszeichnungen während der Saison
| Monat          | Trainer des Monats                   | Spieler des Monats                    |
| -------------- | ------------------------------------ | ------------------------------------- |
| August 2017    | Tommy Wright (FC St. Johnstone)      | Michael O’Halloran (FC St. Johnstone) |
| September 2017 | Brendan Rodgers (Celtic Glasgow)     | Louis Moult (FC Motherwell)           |
| Oktober 2017   | Neil Lennon (Hibernian Edinburgh)    | Kieran Tierney (Celtic Glasgow)       |
| November 2017  | Martin Canning (Hamilton Academical) | David Templeton (Hamilton Academical) |
| Dezember 2017  | Steve Clarke (FC Kilmarnock)         | Kris Boyd (FC Kilmarnock)             |
| Januar 2018    | Winterpause (keine Vergabe)          | Winterpause (keine Vergabe)           |
| Februar 2018   | Steve Clarke (FC Kilmarnock)         | Josh Windass (Glasgow Rangers)        |
| März 2018      | Steve Clarke (FC Kilmarnock)         | Stephen O’Donnell (FC Kilmarnock)     |

## Trainerwechsel
| Verein | Verein              | Trainer        | Grund     | Datum              | Tabellenplatz | Nachfolger        |
| ------ | ------------------- | -------------- | --------- | ------------------ | ------------- | ----------------- |
|        | Heart of Midlothian | Ian Cathro     | Entlassen | 1. August 2017     | Sommerpause   | Craig Levein      |
|        | Ross County         | Jim McIntyre   | Entlassen | 25. September 2017 | 10.           | Owen Coyle        |
|        | FC Kilmarnock       | Lee McCulloch  | Rücktritt | 1. Oktober 2017    | 12.           | Steve Clarke      |
|        | Glasgow Rangers     | Pedro Caixinha | Entlassen | 26. Oktober 2017   | 4.            | Graeme Murty      |
|        | Ross County         | Owen Coyle     | Rücktritt | 1. März 2018       | 12.           | Stuart Kettlewell |

## Die Meistermannschaft von Celtic Glasgow
(Berücksichtigt wurden Spieler mit mindestens einem Einsatz; in Klammern sind die Einsätze und Tore angegeben)
| 1. | Celtic Glasgow |
|    | - Tor: Scott Bain (7/0), Dorus de Vries (6/0), Craig Gordon (26/0) - Abwehr: Kristoffer Ajer (24/0), Dedryck Boyata (28/2), Cristian Gamboa (2/0), Jack Hendry (11/0), Mikael Lustig (26/1), Jozo Šimunović (15/0), Kieran Tierney (32/3) - Mittelfeld: Stuart Armstrong (27/3), Nir Biton (14/0), Scott Brown (34/0), Kouassi Eboue (6/0), James Forrest (35/8), Jonny Hayes (15/1), Ewan Henderson (1/0), Callum McGregor (36/7), Charly Musonda (4/0), Olivier Ntcham (29/5), Tom Rogić (23/5) - Angriff: Odsonne Édouard (22/9), Moussa Dembélé (25/9), Leigh Griffiths (25/9), Calvin Miller (3/0), Patrick Roberts (12/0), Scott Sinclair (35/10), Michael Johnston (3/0) - Trainer: Brendan Rodgers |

## Berichterstattung
In Großbritannien werden die Spiele von Sky Sports und BT Sport übertragen. In Deutschland strahlt der Pay-TV-Sender Sport1+ einige Partien live aus.